# Dansa de la pluja
La dansa de la pluja és una dansa cerimonial que s'interpreta per invocar la pluja i assegurar la protecció de la collita. Existeixen moltes versions de la dansa de la pluja en diferents cultures, la primera prové de l'antic Egipte. Se la troba encara actualment als Balcans, en un ritual dit paparuda (romanès) o perperuna (eslau).
La dansa de la pluja és també una tradició americana. Els Cherokee, una tribu d'amerindis al sud-est dels Estats Units, efectuaven aquest tipus de danses per promoure la pluja i per netejar la terra d'esperits malignes. La llegenda de la tribu sosté que la pluja provocada pel ritual conté els esperits d'antics caps tribals que, en caure, s'enfronten als esperits malignes en el pla intermedi entre la nostra realitat i el món espiritual. Durant la cerimònia, els ballarins s'adornen amb plomes i turqueses que simbolitzen el vent i la pluja respectivament. Moltes tradicions de la dansa de la pluja han estat transmeses a través de tradicions orals. La dansa de la pluja ajudava als americans natius a passar els estius secs.